# Храм Христа Спасителя (Ужгород)
Кресто-Воздвиженский собор и храм Христа Спасителя — православный храм в Ужгороде, относящийся к Украинской православной церкви Московского патриархата. Расположен на площади Кирилла и Мефодия.
Сооружение храма началось в 1990-е годы и было завершено в 2000 году. Первое богослужение состоялось 27 сентября 2000 года. Настоятелем храма является протоиерей Дмитрий Сидор, председатель Сойма подкарпатских русинов.
Храм виден почти из любой точки города, его высота составляет 60 м. Состоит из нижнего Крестовоздвиженского храма (высота 6 м)
и верхнего храма Христа Спасителя (высота 36 м). Главный золочёный купол собора венчает 8-метровый и 500-килограммовый позолоченный крест. Главный купол окружен четырьмя меньшими куполами голубого цвета. При сооружении храма был использован архитектурный приём, никогда ранее при строительстве соборов не применявшийся. Под барабаном главного купола диаметром 14 м спрятан ещё один барабан диаметром 9,5 метров. В пространстве между стенками барабанов были устроены ступени вверх — большое подкупольное пространство.
Вместимость храма, построенного во многом по образцу московского Храма Христа Спасителя — 5000 человек, на богослужения в храме еженедельно собирается до 4000 человек. При храме имеется конференц-зал на 300 человек, благотворительная столовая на 100 человек.
С 1998 года в соборе работает музей церковной иконы и книги.
В 2008 году в храме был произведён обыск сотрудниками Службы безопасности Украины, пытавшимися найти доказательства сепаратистской деятельности.
В сентябре 2012 года в храме произошло возгорание.